# Lex specialis derogat generali
Lex specialis derogat generali (с лат. — «специальный закон отменяет (вытесняет) общий закон») — общий принцип права, восходящий к римскому праву, где в случае конкуренции норм общего (generalis) и специального (specialis) характера предпочтение при толковании и применении должно отдаваться специальным нормам.
При этом под общими понимаются обычно нормы, регулирующие определённый род общественных отношений, а под специальными — регулирующие вид этого рода.
Данный принцип присутствует также в доктрине и законодательстве многих государств (Германия, США, Япония, Норвегия и пр.).

## Применение принципа в российском законодательстве
Действующие источники российского законодательства логически подразумевают наличие рассматриваемого принципа в системе российского права. Например, согласно ст. 196 Гражданского кодекса РФ общий срок исковой давности устанавливается в три года, а согласно ч. 2 ст. 181 того же кодекса срок исковой давности по требованию о признании оспоримой сделки недействительной и о применении последствий её недействительности составляет один год. В данном случае безусловный приоритет имеет норма статьи 181 (как специальная) перед нормой статьи 196 (как общей).
Принцип Lex specialis derogat generali прямо не выражен в российском законодательстве, но, как отмечают М. И. Брагинский и В. В. Витрянский, «хотя указанный принцип в общем виде в ГК и не закреплён, как не было и нет его в другом законодательстве, он является давно и безусловно признанным. Отказ от этого принципа привёл бы к тому, что правовая система государства полностью сводилась бы к нормам общим и только к таким специальным, которые эти общие нормы могут лишь детализировать. Тем самым законодатель лишит себя возможности достаточно полно отражать в принятых нормах специфику отдельных разновидностей регулируемых отношений».
Кроме того, на существование данного принципа в российской правовой системе неоднократно указывал Конституционный Суд РФ, впервые — своём Определении от 1 декабря 1999 года № 211-О:
Соответствующие гарантии предусмотрены в уголовно — процессуальных нормах, специально определяющих статус обвиняемого и имеющих приоритет (в качестве lex specialis) перед нормами, регулирующими какие-либо общие правила. Следовательно, нормы отраслевого законодательства, носящие общий характер, не могут применяться в отношении обвиняемого без учёта особенностей его правового положения…
И хотя данное определение Конституционного Суда вынесено по делу о проверке норм уголовно-процессуального закона, правовая позиция КС относительно действия принципа Lex specialis derogat generali, играет роль и для других отраслей законодательства.
В частности, Федеральный арбитражный суд Московского округа, рассматривая налоговый спор, в своём постановлении № КА-А40/11501-07 отметил:
Исходя из приоритета специальной нормы (подп. 2 п. 1 ст. 265 НК РФ) над общей (п. 1 ст. 54 НК РФ), на что неоднократно указывал Конституционный Суд Российской Федерации в Постановлении от 14.05.2003 N 8-П, Определениях от 05.10.2000 N 199-О, от 01.12.1999 N 211-О, кассационная инстанция находит выводы судов первой и апелляционной инстанции ошибочными.

## Пределы действия принципа
Рассматриваемый принцип не применяется:
- в отношении норм законов разной юридической силы (например, в отношении Конституции и федерального закона) — здесь действует другой принцип: «Lex superior derogat legi inferior» (закон высшей юридической силы отменяет действие закона низшей юридической силы);[8]
- в отношении норм равных по своей юридической силе законов, но относящихся к разным отраслям права, то есть регулирующих различные общественные отношения — в таком случае предпочтение должно отдаваться тому закону, к предмету регулирования которого отнесены соответствующие общественные отношения[9].

## Соотношение с другими правовыми принципами
Принцип Lex specialis derogat generali в доктрине рассматривается как приоритетный по отношению к принципу преимущества последующего закона перед предыдущим («Lex posterior derogat legi priori»): предполагается, что последующий общий закон не отменяет более раннего специального закона аналогичной юридической силы (lex posterior generalis non derogat priori speciali), если это особо не оговорено в самом законе.